# Francesco Vian
Francesco Vian, hispanista italiano.
Profesor de la Universidad Católica del Sagrado Corazón de Milán, escribió Introduzione alla letteratura spagnola del "Siglo de Oro" (Milano: Società Editrice "Vita e Pensiero", 1946); y "Manuel Machado (1874-1947)" en "Modernismo" Una poesia Ispanica (Milano-Varese: La Goliardica, 1955)
- Datos: Q3665596